# Bastion de la porte Saint-Antoine
Le Bastion de la porte Saint-Antoine également nommé Grand boulevard était un élément construit de 1553 à 1559 de l’enceinte de Charles V  au nord de la place de Bastille à un emplacement compris entre les actuels boulevard Beaumarchais et rue Saint-Sabin.

## Création
Près de deux siècles après sa construction, de 1356 à 1420, l'enceinte de Charles V était devenue insuffisante au début du XVIe siècle en raison des progrès de l’artillerie. De plus, les détritus commençaient à remblayer le rempart et le dominaient par endroits. C’est pourquoi il fut décidé de le renforcer par des bastions, également nommés boulevards et d’abaisser la muraille pour la soustraire aux tirs. Les anciens fossés furent comblés remplacés par de nouveaux plus éloignés du mur contournant en zigzags les bastions. Larges de 40 à 50 mètres le long des courtines et de 25 à 30 mètres le long des bastions, ils étaient longés par des chemins de contrescarpe extérieurs.
Le bastion de la porte Saint-Antoine était classé no 11 des 14 du rempart, du bastion no 1 des Tuileries jusqu’au bastion no 14 de la Tour de Billy ou de l’Arsenal à un emplacement proche de l’angle des boulevards Bourdon et Morland, dont 6 sur l’enceinte des Fossés jaunes, extension vers l’ouest de l’enceinte de Charles V, et 8 sur la partie maintenue de ce rempart du XVIe siècle à l’est de la porte Saint-Denis.
Ce bastion fut édifié 1553 à 1559 à partir d’une butte de gravois, accumulation de déblais et d'immondices, «le Bastillon » visible sur le plan de Truschet et Hoyau de 1550.
Le bastion, également nommé le grand boulevard, était le plus important des 14.
Trois moulins sont construits sur ce bastion en 1573, 1590 et 1600 par la Compagnie des arquebusiers qui en perçoit les revenus. Pour permettre l’aplanissement de la surface du bastion, ces moulins sont supprimés en 1609 après indemnisation de leur propriétaire.

Le bastion dans le système défensif
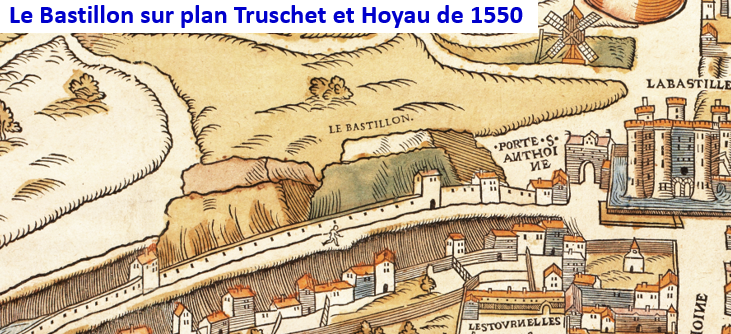
Bastillon de la porte Saint-Antoine sur plan Truschet et Hoyau
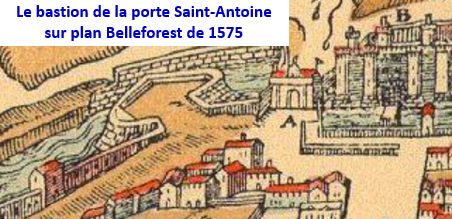
Bastion de la porte Saint-Antoine sur plan Belleforest de 1575
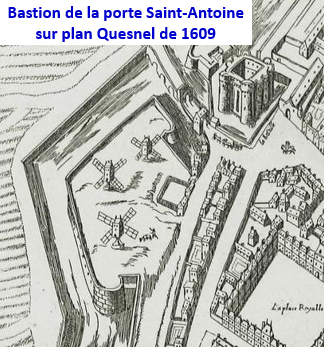
Bastion de la porte Saint-Antoine sur plan Quesnel de 1609

## Le grand boulevard, lieu de promenade
Après la suppression en 1670 de l’enceinte à l’emplacement de laquelle furent aménagés les boulevards, le bastion resta en place le long du boulevard Saint-Antoine (actuel boulevard Beaumarchais) dont l’extrémité était située au niveau du débouché de la rue Jean-Beausire. Au-delà, l’étroite rue du rempart (rue qui longeait, côté ville, le mur avant sa suppression)  donnait accès à la porte Saint-Antoine. Le fossé extérieur au fond duquel coule un égout est également maintenu.
Le bastion est alors un des rares lieux de promenade d’une ville très dense.

Le grand boulevard, lieu de promenade
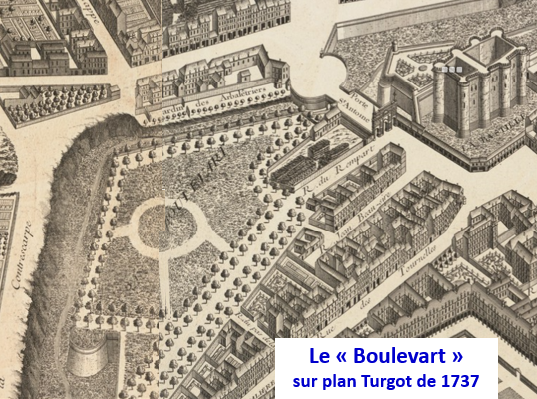
Boulevart porte St-Antoine sur plan Turgot de 1737
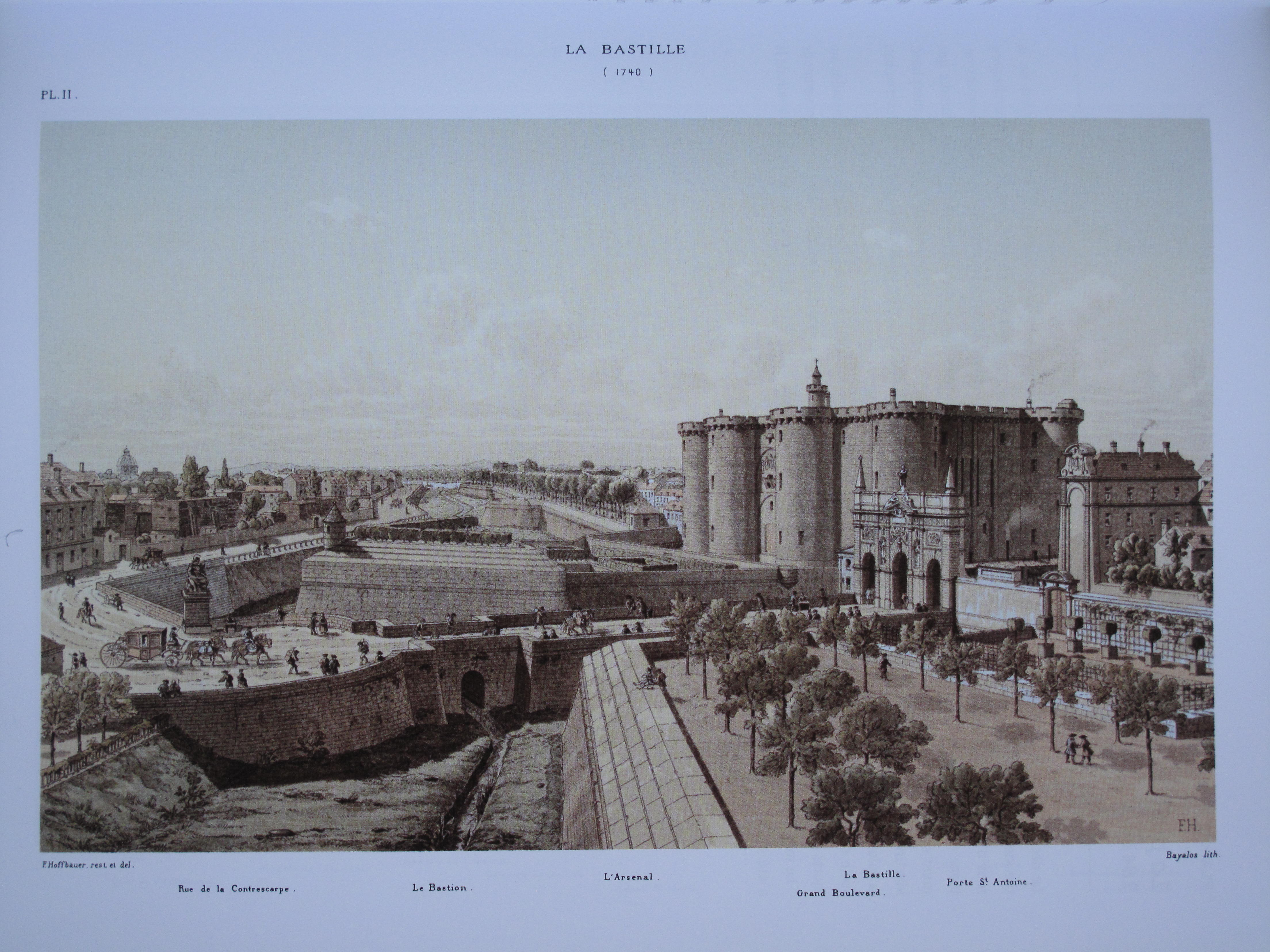
Promenade sur le boulevart en 1740

## La suppression du bastion
Par lettre patente royale de mai 1777, la ville est autorisée à démolir le bastion.
Le fossé fut comblé et les terrains furent urbanisés avec prolongement de la rue Amelot jusqu’à la porte Saint-Antoine qui fut détruite et création de la rue Daval  y compris la partie de cette rue renommée ultérieurement rue du Pasteur-Wagner. La rue Saint-Sabin fut ouverte sur le comblement du fossé et le chemin de contrescarpe.
Le boulevard Saint-Antoine (actuel boulevard Beaumarchais) fut prolongé jusqu’à la voie reliant la rue Saint-Antoine à la rue du Faubourg-Saint-Antoine à la place de l’ancienne porte Saint-Antoine.
Beaumarchais acquit en 1787 un terrain de 4000 m2  entre le boulevard Beaumarchais et la rue Amelot sur lequel il fit construire un hôtel particulier près de l’emplacement de la porte supprimée avec un jardin en longueur jusqu’au niveau de la rue du Pas de la Mule.
Le site fut encore bouleversé par la destruction de la Bastille après 1789 et par le creusement du canal Saint-Martin en 1828 qui entraina la démolition de la maison Caron Beaumarchais et la suppression d’un tronçon de la rue Amelot.

Site de l'ancien bastion après sa disparition
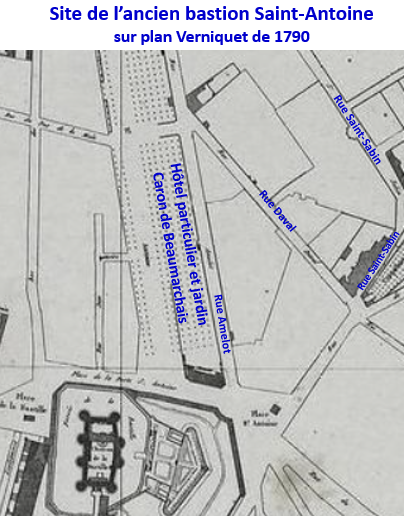
Site de l'ancien bastion Saint-Antoine sur plan Verniquet de 1790
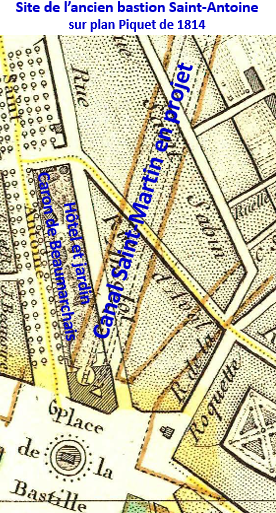
Plan de 1814 avec tracé du canal projeté